# Національна страва

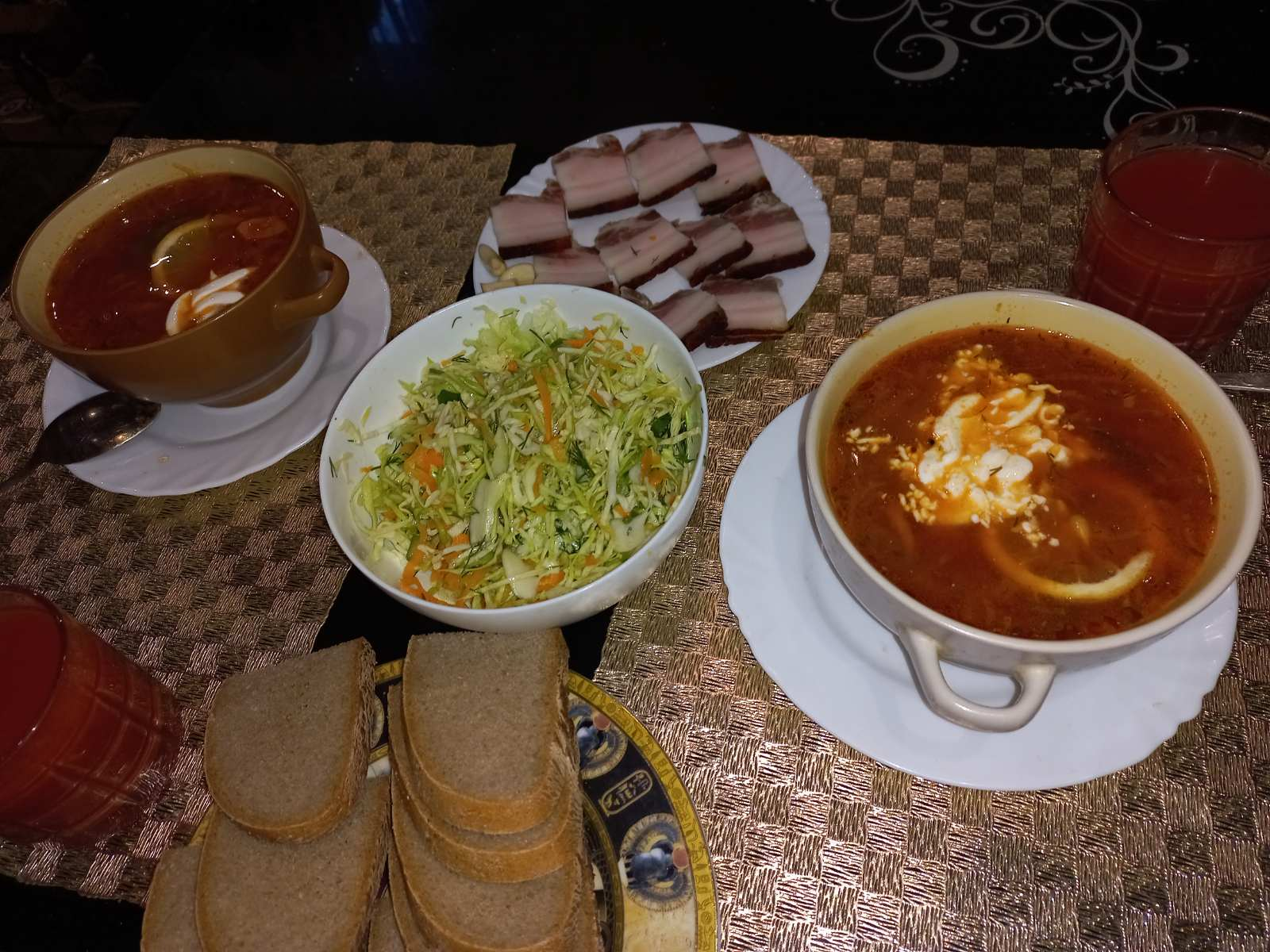
Борщ — національна страва українців

Національна страва — це форма гастрономічної культури, частина національної культури, страва, що готується за певним рецептом, який передають з покоління в покоління, який сформувався на основі спільних для певної нації, чи певного регіону, смакових відчуттів.
Національна страва є символом гастрокультури певної країни, яку вживають повсякденно, на свята, та якою частують шановних гостей. Тому національні страви та напої є головною метою кулінарного туризму.

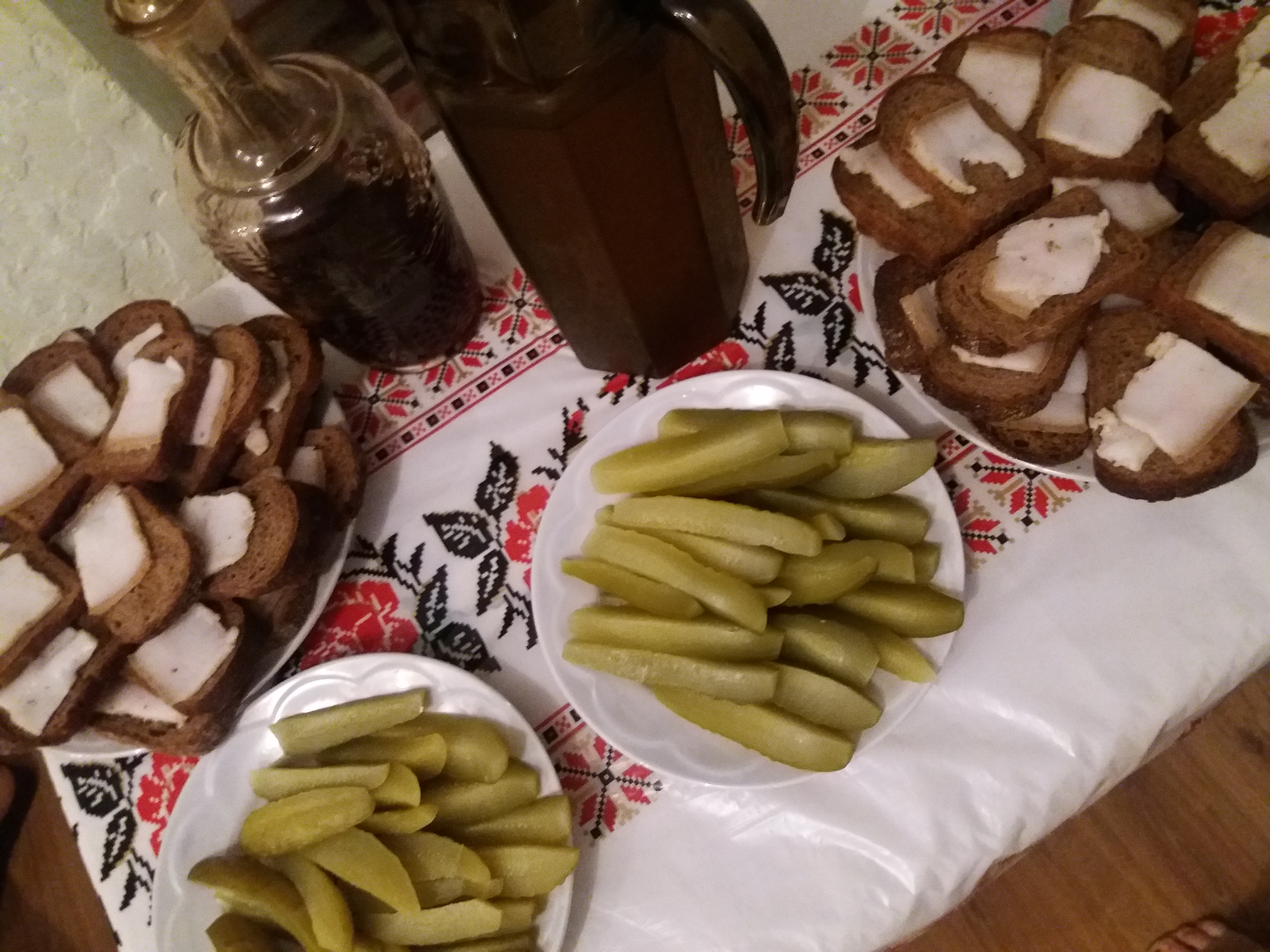
Сало — національна страва українців

Національна страва є невід'ємною частиною національної культури певної країни, що визначається територію, кліматом, історією, релігією, правила вживання якої визначаються культурою, звичаями, релігією та політикою.
Національною стравою України є борщ, який є повсякденною стравою українців, та яка на сьогодні не має канонічного рецепту. До українського борщу подають сало та традиційні напої.

## Національні страви за країною
- Австралія - Австралійський м'ясний пиріг
- Австрія - Віденський шніцель
- Аргентина - Асадо
- Бельгія - Мідії з картоплею фрі[en]
- Бразилія - Фейжоада
- Венесуела - Пабейон кріойо
- Єгипет - Молохея[en]
- Канада - Путін
- Хорватія - Загорські штруклі